# 第15軍 (德國國防軍)
第15軍（德語：XV. Armee-Korps）是第二次世界大戰前和二戰早期德國陸軍的一個軍。成立於1938年10月10日。在入侵法國期間，也被稱為霍特（裝甲）集團（德語：Gruppe Hoth/Panzergruppe Hoth），以指揮官赫爾曼·霍特大將命名。1940年6月8日，第15軍組織有：第5裝甲師（師長约阿希姆·莱梅尔森上將）、第7裝甲師（師長隆美爾少將）以及第2步兵師。
法國戰役後的1940年11月16日，第15軍撤銷編制，改組為第3裝甲軍團，準備對蘇作戰。